# Transbaião

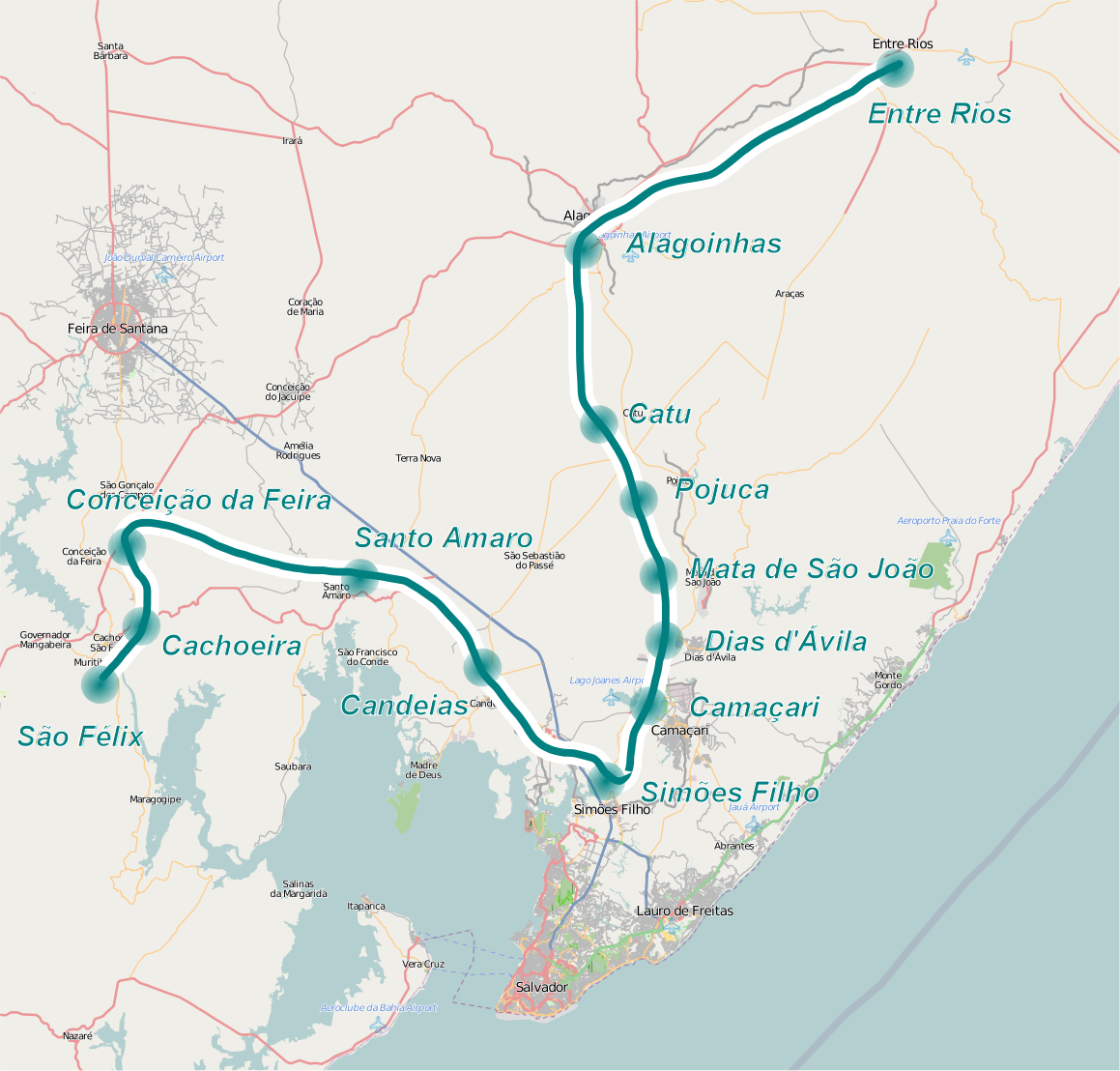
Ciudades recorridas por el Transbaião.

Transbaião es el nombre de un tren turístico que recorre el recôncavo bahiano.
Fruto de un acuerdo entre el diputado federal Luiz Argôlo, ideador del proyecto, y el Ferrocarril Centro-Atlântica (FCA), concesionaria de transportes ferroviario de cargas en el Estado.